# シュシュ

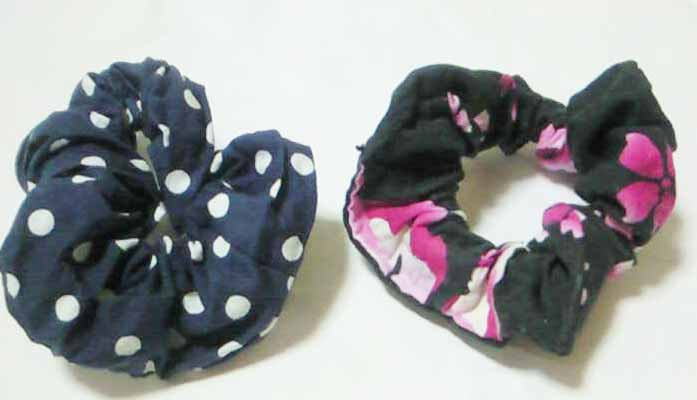
一般的なシュシュ。

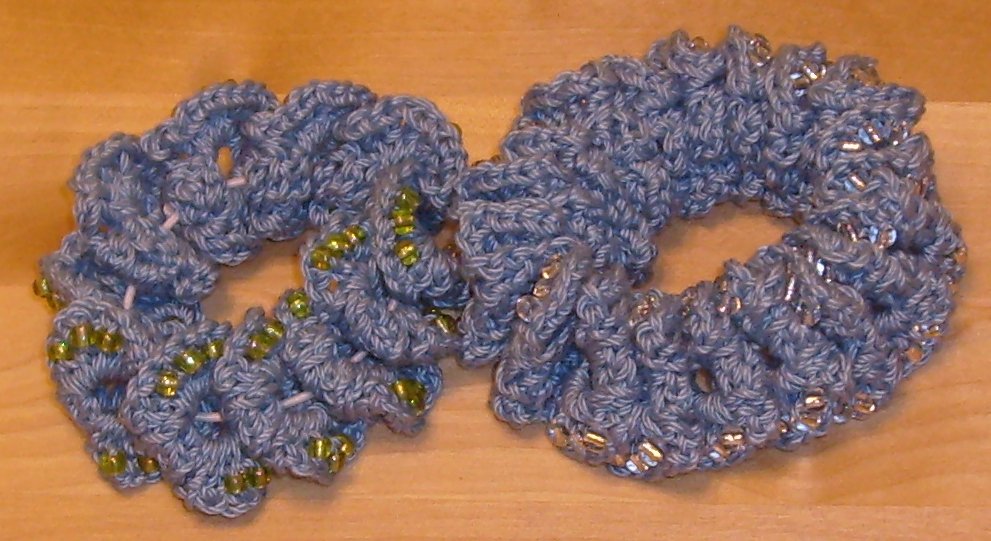
ビーズクロッシェのシュシュ。

シュシュ（フランス語: chouchou）は、装身具の一種。ドーナツ状にした薄手の布にゴムを通して縮ませた髪飾りである。
ポニーテールなどのヘアスタイルで髪留めにする他に、ブレスレットとしても用いられる。
フランス語のchouchouは一般的には話し言葉として「すてきな」「かわいい」などの意味を持つが、装身具としての語源ははっきりしない。

## 特徴
ゴムに比べ髪に絡み難く、痛みなく髪を束ねることができる。
洋装から和装まで幅広く用いられ、布の色や形などはバラエティーに富む。単純な構造をしており、各個人の好みの布を使って手作りすることもよく行われる。
日本では一時期下火になったが、2009年頃から再び広く用いられるようになった。

## 特許
アメリカ合衆国では、Rommy H. Revsonがこのような装身具に関する特許を1994年に取得していたが、2002年に失効している。